# Miloš Hrstić
Miloš Hrstić (ur. 20 listopada 1955 w Vojniciu) – piłkarz chorwacki grający na pozycji obrońcy.

## Kariera klubowa
Karierę piłkarską Hrstić rozpoczął w klubie NK Rijeka. W sezonie 1975/1976 zadebiutował w jego barwach w pierwszej lidze jugosłowiańskiej, a od następnego grał w podstawowym składzie Rijeki. Swój pierwszy sukces z tym klubem osiągnął w 1978 roku, gdy wywalczył z Rijeką pierwszy Puchar Jugosławii (1:0 w finale z Trepčą Titova Mitrovica. W 1979 roku po raz drugi i ostatni w karierze zdobył krajowy puchar (2:1, 0:0 w finale z Partizanem Belgrad). W Rijece grał do końca sezonu 1984/1985.
Latem 1985 roku Hrstić przeszedł do hiszpańskiego drugoligowca, Deportivo La Coruña. Przez dwa lata grał w Segunda División i następnie wrócił do Jugosławii. W sezonie 1987/1988 grał w NK Olimpija Lublana w drugiej lidze i latem 1988 zakończył karierę piłkarską.
| Sezon   | Klub                | Kraj       | Rozgrywki        | Mecze | Bramki |
| ------- | ------------------- | ---------- | ---------------- | ----- | ------ |
| 1975/76 | NK Rijeka           | Jugosławia | I liga           | 1     | 0      |
| 1976/77 | NK Rijeka           | Jugosławia | I liga           | 19    | 1      |
| 1977/78 | NK Rijeka           | Jugosławia | I liga           | 32    | 1      |
| 1978/79 | NK Rijeka           | Jugosławia | I liga           | 31    | 3      |
| 1979/80 | NK Rijeka           | Jugosławia | I liga           | 24    | 1      |
| 1980/81 | NK Rijeka           | Jugosławia | I liga           | 31    | 2      |
| 1981/82 | NK Rijeka           | Jugosławia | I liga           | 31    | 1      |
| 1982/83 | NK Rijeka           | Jugosławia | I liga           | ?     | ?      |
| 1983/84 | NK Rijeka           | Jugosławia | I liga           | 33    | 1      |
| 1984/85 | NK Rijeka           | Jugosławia | I liga           | 28    | 0      |
| 1985/86 | Deportivo La Coruña | Hiszpania  | Segunda División | ?     | ?      |
| 1986/87 | Deportivo La Coruña | Hiszpania  | Segunda División | ?     | ?      |
| 1987/88 | NK Olimpija Lublana | Jugosławia | II liga          | ?     | ?      |

## Kariera reprezentacyjna
W reprezentacji Jugosławii Hrstić zadebiutował 15 listopada 1978 roku w wygranym 4:1 meczu z Grecją. W 1982 roku został powołany przez selekcjonera Miljana Miljanicia do kadry na Mistrzostwa Świata w Hiszpanii, gdzie był rezerwowym i wystąpił w jednym meczu, zremisowanym 0:0 z Irlandią Północną. Od 1978 do 1982 roku rozegrał w kadrze narodowej 10 meczów.